# Подстёпки (Самарская область)
Подстёпки — село в Ставропольском районе Самарской области близ Тольятти. Расстояние между селом Подстёпки и г.о.Тольятти - 4 км. Административный центр сельского поселения Подстёпки.
Зарегистрированных жителей: на 1 января 2025 года - 18467 человек.

## История
Люди обитали на территории современного села с древности. Так в археологической экспедиции Н. Я. Мерперта в 1950—1952 годах на территории сел Ягодное и Подстёпки были вскрыты курганы с захоронениями срубно-хвалынской культуры эпохи поздней бронзы.
С 1668 года Подстепновский улус (территория нынешнего села) входил в Усольскую вотчину Савво-Сторожевого монастыря.
В 1737 года при основании города Ставрополь (ныне Тольятти) и переселении в него крещёных калмыков 16 тысяч десятин земли вдоль Подстепновского ерика перешли в собственность княгини Анны Тайшиной. После её смерти территория была разделена между калмыцкими старшинами.
В 1757 году при межевании 2 тысяч десятин из территории были отнесены к городу, они вошли в ставропольскую повёрстную дачу. В 1811 году по решению Сената земли Подстепновской дачи были поделены между Ставрополем и графом В. Г. Орловым-Давыдовым и его сыном Г. В. Орловым-Давыдовым.
В 1848 году после очередного переселения калмыков, принадлежавшая им земля в Подстёпновском улусе отошла к Министерству государственных имуществ. Тогда на ней располагалось 2 хутора на 6 дворов, принадлежащих разным помещикам.
В 1862 году на реке Подстёпной в Никольской волости Ставропольского уезда было основано село Подстёпок как поселение русских государственных крестьян от малоземелья переселённых из Курской губернии.
Село первоначально относилось к приходу Христорождественской церкви в с. Никольское-Давыдовское. Но в 1872 году в нём появилась однопрестольная деревянная Михайло-Архангельская церковь. К 1884 году в Подстёповке было 57 домохозяев, в основном преобладало подворно-наследственное землевладение.
В 1889 году население села составляло 536 человек. В нём действовал трактир, механическая прособдирка, мельница. Число жителей с годами практически не росло, даже наоборот. В 1915 году в селе проживало 496 человек на 108 крестьянских хозяйствах. В распоряжении сельского общества было 888 десятин пахотной земли.
В 1919 году как и во многих других селах Ставропольского уезда жители Подстёпок примкнули к восставшим против Советской власти в ходе Чапанной войны. Восстание было подавлено.
В 1923—1928 годах в ходе реформы административно-территориального деления РСФСР в Подстёпновском сельском совете Ставропольской волости Самарского уезда было одно село Подстёпновка. При коллективизации, в 1929 году в сельсовете были образованы три колхоза: «Новый путь», «Волга», имени Крупской.
В 1931 году в состав сельсовета входили Подстёпки, Красная Московка и деревня Подборное. В 1937 году колхоз «Волга» был переименован в колхоз им. Орджоникидзе, но уже в следующем году ему было возвращено прежнее название. Земли колхозов в ходили в зону обслуживания Русско-Борковской МТС, которую в 1952 году переименовали в Подстёпкинскую.
В 1951 году был утверждён план генеральной застройки села на новой территории, связанный с необходимостью переноса села из зоны затопления при строительстве Куйбышевской ГЭС. Подстёпки, Красная Московка и Подборное попали в зону затопления и при переносе были объединены в Подстёпки. В 1952 году в окрестностях нового села были отведены земли колхозу имени Шверника.
В 1953 году Русско-Борковский и Подстёпкинский сельсоветы были объединены. К 1958 году в селе действовали восьмилетняя школа, медпункт, детский сад, киноустановка. В 1959 году были изменены границы землепользования колхоза «Новый путь». В 1964 году центр Подстёпкинского сельсовета был переведён в центральную усадьбу совхоза имени Степана Разина. В том же году Подстёпкинский сельсовет был переименован в Приморский.
В 1981 году Приморский сельсовет был преобразован в поселковый совет Приморский, а в 2006 году образовано сельское поселение Приморский. Ещё позднее Подстёпки стали центром Подстёпкинского сельского поселения.

## Население
| Год  | Численность | Численность |
| ---- | ----------- | ----------- |
| 1889 | 536         |             |
| 1897 | 512         | [ 2 ]       |
| 1910 | 489         | [ 3 ]       |
| 1915 | 496         |             |
| 1929 | 1074        |             |
| 2002 | 3164        | [ 4 ]       |
| 2010 | 4931        | [ 5 ]       |
| 2012 | 5723        | [ 6 ]       |
| 2013 | 6607        | [ 7 ]       |
| 2014 | 7319        | [ 8 ]       |
| 2015 | 8157        | [ 9 ]       |
| 2016 | 9186        | [ 10 ]      |
| 2017 | 9944        | [ 11 ]      |
| 2018 | 10 530      | [ 12 ]      |
| 2019 | 11 438      | [ 13 ]      |
| 2020 | 12 107      | [ 14 ]      |
| 2021 | 15 455      | [ 1 ]       |

По словам председателя села: в селе Подстёпки на 2013 год проживало 22,5 тысячи человек из них зарегистрированных 7,5 тысячи.

## Известные уроженцы, жители
- В селе жил и скончался Бажухин, Борис Алексеевич (1928 ― 2016), передовик советского машиностроения, первый начальник экспериментального цеха управления главного конструктора ВАЗа, юный герой участник Великой Отечественной войны.

- Бокк, Владимир Владимирович
- Сычёв, Сергей Александрович

## Инфраструктура
Личное подсобное хозяйство с зоной сельскохозяйственного использования, индивидуальная застройка усадебного типа.

## Транспорт
Действует аэродром.

## Местное самоуправление
Согласно уставу сельского поселения Подстёпки — Глава поселения избирается всенародным голосованием на муниципальных выборах сроком на 5 (пять) лет. В селе действует «собрание представителей» в количестве 15 депутатов избираемых также всенародным голосованием. Кандидатами в депутаты могут быть Граждане РФ, достигшие 18 лет, внезависимсти от их образования и места постоянной регистрации.